# Oka (Käse)

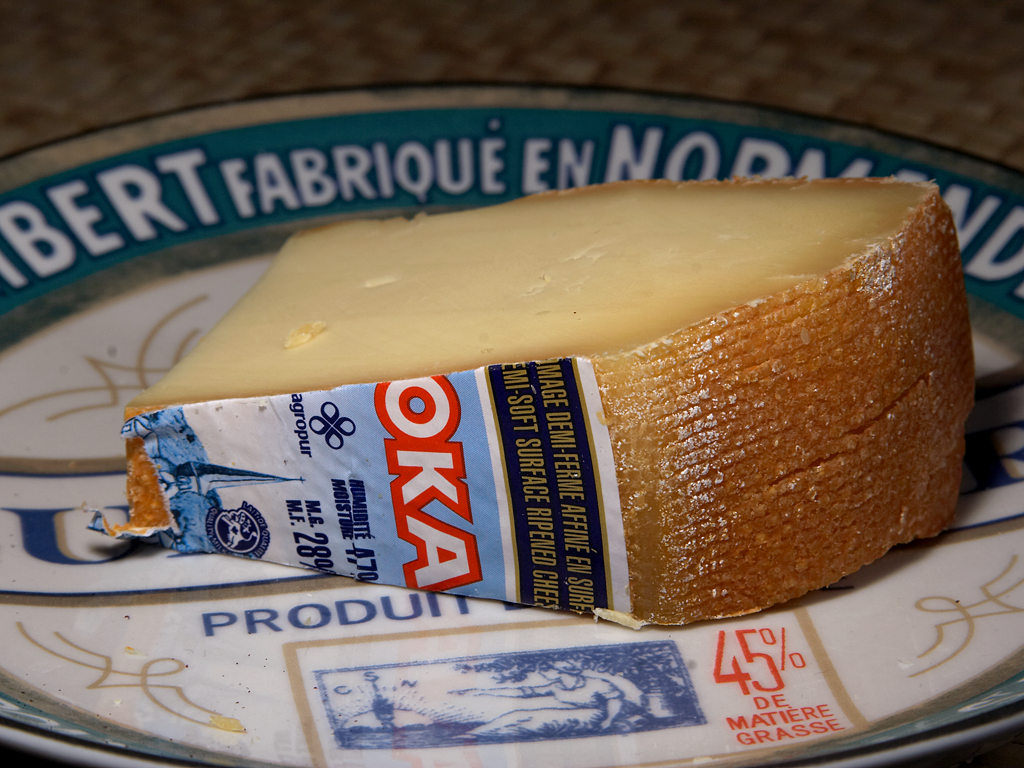
Oka

Oka ist ein kanadischer Käse, der nach dem kleinen Dorf Oka in Québec (bei Montréal) benannt ist, in dem er seit 1893 hergestellt wird.
Oka-Käse hat einen weichen, sahnigen Geschmack und ein scharfes Aroma, welches manchmal als nussartig und fruchtig beschrieben wird. Oka ist ein ausgezeichneter Ersatz für viele halbweich gereiften Käse in allen möglichen Gerichten.
Es gibt zwei Arten von Oka, Regular und Classic. Oka kann aus pasteurisierter oder Rohmilch hergestellt werden. Regular ist ein gepresster, halbweicher Käse, der für etwa 30 Tage an der Oberfläche reift. Classic reift einen weiteren Monat. Das Reifen erfolgt in gekühlten Kellern. Die Käselaibe werden dabei auf Bretter aus Zypressenholz gelagert sowie regelmäßig in einer schwachen Salzlake gewendet und gewaschen.
Oka wurde ursprünglich von französischen Trappisten-Mönchen hergestellt, die den Klosterkäse Port Salut produzierten. Als diese Mönche sich in La Trappe, nahe Oka, niederließen, brachten sie ihr Käserezept für Port Salut aus der Bretagne (Frankreich) mit und stellten den Oka Käse her. Bis zum Jahre 1875 war ihr Käse in Paris populär geworden und noch heute beaufsichtigen sie seine Produktion.